# 峨嵋刺

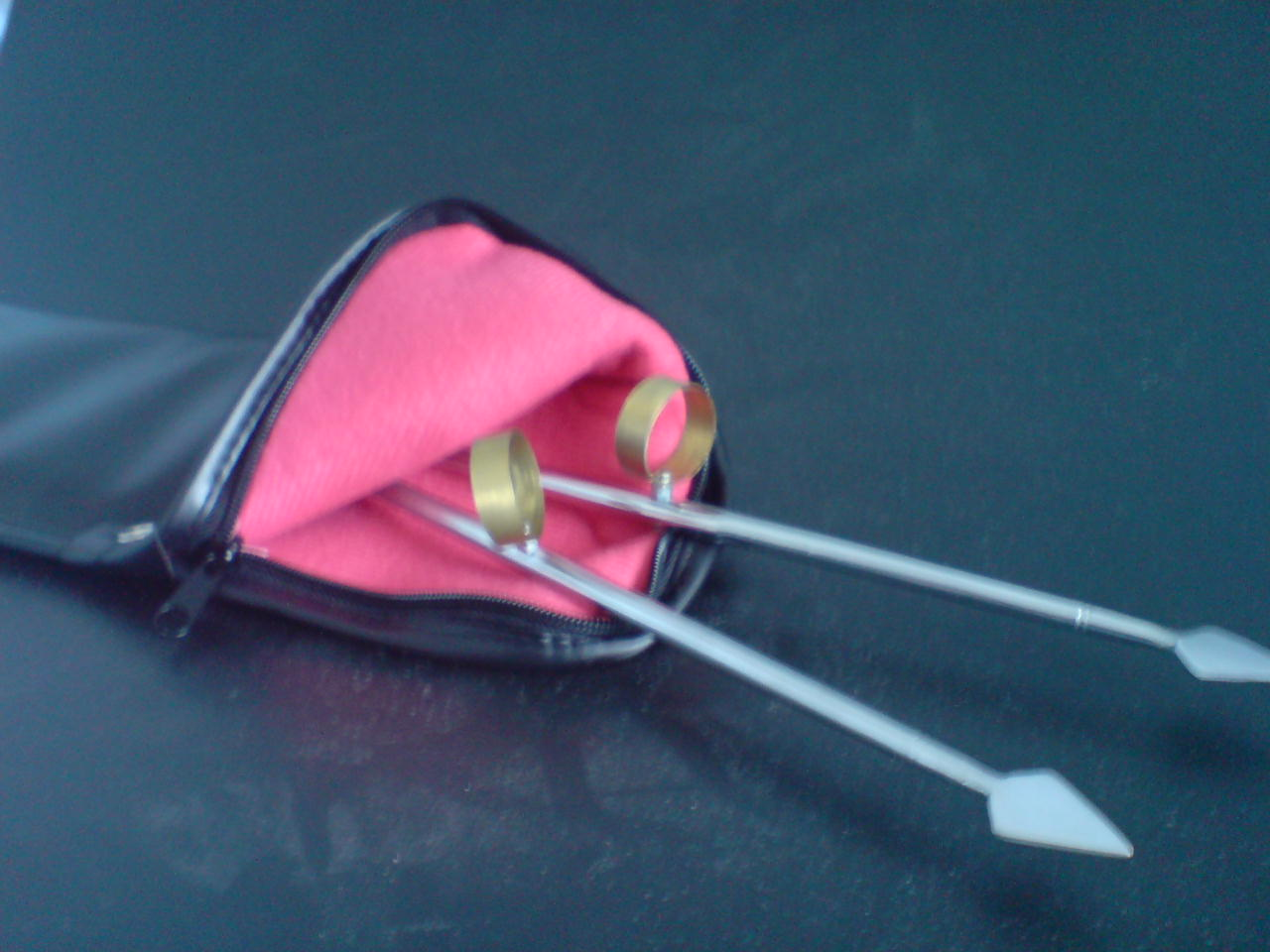
ケースに入った一対の峨嵋刺

峨嵋刺（がびし、我眉刺）および点穴針（てんけつしん）（英: Emeici）は中国武術における暗器や文人の護身具として使われた短兵器（短い武器）である。
ほとんどが鍛鉄製の棒状であり、中指にはめる指貫の輪が猿環状（回転する金輪）の構造で棒身の中央部に取り付けられている。
この武器を付けた掌で敵刃を受ける他、刺突や点穴・急所を責める・打つことや、骨子や関節などを極めることに用いる。
暗器の場合は刺突用に両端に『刺』という鏃状の刺針が付いている。護身具の場合はこの「刺」はなく丸いか角ばっていて打撃を与えるのみで刺突は出来ないようになっているものがありまた正確には「我眉刺」とは別の名称が存在する（伝承する中国武術の流派によってそれぞれ呼称が異なる）。またいざとなったとき隙を突くために鏢のように投げて使ったともされる。
「寸鉄人を穿つ（または刺す・殺す）」の「寸鉄」とは元来「寸鉄器（短い鉄器）」、即ちこの武器類（特に隠しやすい点穴針）の事を指す。日本語に訳されるとき「寸鉄」に当たる器具（武器）が一般になかったため「刃物」と訳された。
なお、忍術や一部流派の古武術には手の内などの名称で呼ばれる木製及び鍛鉄製の類似した用法の隠し武器・護身具が存在する（急所や関節などは攻撃可能だが刺すことは不可）。
また、鉄製の棒文鎮はその形状が似ていることから文人が護身具として用いたこの我眉刺類の名残だという見解がある。